# Неретниеце, Ада
А́да Не́ретниеце (латыш. Ada Neretniece; 2 июня 1924 — 29 декабря 2008) — советский и латвийский кинорежиссёр. Заслуженный деятель искусств Латвийской ССР (1967).

## Биография
Родилась 2 июня 1924 года в Ленинграде; при рождении получила имя Армида. Отец — бывший латышский стрелок, военный комиссар. Работал на различных административных должностях, репрессирован в 1937 году. Мать — бухгалтер.
Во время войны работала в военном госпитале города Кирова. Окончила режиссёрский факультет ВГИКа (мастерская С. Герасимова и Т. Макаровой, 1949). Ассистент режиссёра на учебном спектакле «Молодая гвардия». Второй режиссёр фильма Л. Лукова «К новому берегу» (1955).
С 1949 работала на Рижской киностудии: до 1954 режиссёр киножурналов и документальных фильмов, затем постановщик художественных лент. Дебютная картина 1957 года «Рита», по сценарию Фёдора Кнорре, была удостоена награды на Всесоюзном кинофестивале в Киеве (1959).
Играла небольшие роли в некоторых своих фильмах. Лауреат национальной латвийской кинопремии «Lielais Kristaps» («Большой Кристап», 1988) и Государственной премии Калмыцкой АССР (1989). Член Союза кинематографистов с 1958, заслуженный деятель искусств Латвийской ССР (1967). Стипендиат Государственного фонда культуры (1999).
Замужем не была. В Риге жила с сестрой по адресу ул. Экспорта, 2А. Похоронена на Лесном кладбище в Риге.

## Фильмография
- 1957 — Рита — режиссёр
- 1958 — Чужая в посёлке / Svešiniece ciemā — режиссёр
- 1961 — Твоё счастье — режиссёр
- 1961 — Обманутые — режиссёр, актёрская работа
- 1963 — Он жив — режиссёр
- 1964 — Клятва Гиппократа / Hipokrāta zvērests — режиссёр, актёрская работа
- 1966 — «Циклон» начнётся ночью / «Ciklons» sāksies naktī — режиссёр
- 1968 — Утро долгого дня / Ilgās dienas rīts — режиссёр, актёрская работа
- 1970 — Республика Вороньей улицы / Vārnu ielas republika — режиссёр
- 1972 — Капитан Джек / Kapteinis Džeks — режиссёр
- 1974 — Первое лето / Pirmā vasara — режиссёр
- 1976 — Смерть под парусом / Nāve zem buras— режиссёр
- 1978 — Большая новогодняя ночь / Lielā Jaungada nakts — режиссёр
- 1981 — Следствием установлено / Izmeklēšanā noskaidrots — режиссёр, актёрская работа
- 1984 — Последний визит / Pēdējā vizīte — режиссёр, актёрская работа
- 1985 — Последняя индульгенция / Pēdējā indulgence — режиссёр
- 1988 — Гадание на бараньей лопатке / Zīlēšana uz jēra lāpstiņas — режиссёр
- 1991 — Собака, которая умела петь — режиссёр
- 1992 — Тайны семьи де Граншан — режиссёр